# Sphecosoma mathani
Sphecosoma mathani är en fjärilsart som beskrevs av Rothschild 1911. Sphecosoma mathani ingår i släktet Sphecosoma och familjen björnspinnare. Inga underarter finns listade i Catalogue of Life.